# 维格迪丝·芬博阿多蒂尔
维格迪丝·芬博阿多蒂尔（[ˈvɪɣtis ˈfɪn.pɔɣaˌtoʊhtɪr] ⓘ，1930年4月15日—）是一位冰岛政治人物。曾于1980年—1996年担任冰岛总统。她是冰岛共和国第四位总统、冰岛和欧洲第一位女总统，并也是全世界的第一位经选举上任的女总统。截至2015年，她的16年总统任期，仍是所有民选的女性国家元首中时间最长的。目前，她是联合国教科文组织的亲善大使和马德里俱乐部的成员。

## 早期生活
1930年4月15日维格迪丝·芬博阿多蒂尔出生于冰岛雷克雅未克。她的父亲芬博伊·索尔瓦德松是冰岛大学教授和土木工程师。母亲是护士并担任冰岛护士协会主席。他们有两个孩子：维格迪丝还有她弟弟。1949年至1953年，维格迪丝在格勒诺布尔大学和巴黎大学学习法语和法语文学，然后在哥本哈根大学研究戏剧史。随后她获得了冰岛大学法语和英语的学士学位以及教育文凭。1954年她嫁给了一个医生，但1963年离婚，并在41岁时领养了一个女儿，是第一个被允许收养孩子的单身女子。
维格迪丝曾经多次参与20世纪60年代和70年代举行的抗议美国在冰岛驻军的集会（特别是凯夫拉维克国际机场的游行)。每年数以千计的民众在凯夫拉维克的道路上高呼“Ísland úr NATO, herinn burt”（直译：冰岛退出北约，军队离开这里）。

## 艺术和学术生涯
维格迪丝毕业后在大学里教法语和法国戏剧并在实验剧场工作。她曾于1954年至1957年，1961年至1964年间在雷克雅未克剧团工作。夏天时当过导游。还在冰岛国家电视台的节目里教过法语。
1972年到1980年，她担任雷克雅未克城市剧院的艺术总监，1976年到1980年，她是北歐五國文化局咨询委员会的成员。
1996年，她成为哈佛大学约翰·F·肯尼迪政府学院世界妇女领袖理事会的首任主席。两年后她被任命为联合国教科文组织世界科学知识与技术伦理委员会主席。

## 冰岛总统
冰岛女性运动有着悠久的历史。1975年国际妇女年期间冰岛妇女受到了极大的关注，她们组织了一次总罢工来显示妇女被低估的工作的重要性。90%冰岛妇女罢工。而在1980年的总统选举中，妇女运动侧重于让女性当选。维格迪丝参加了有三名男性候选人的竞选。她是世界上第一位在民主选举中被选为国家元首的女性，尽管她是一位离婚的单身母亲。她获得全国选票的33.6％勉强当选，而她的竞争对手获得32.1％。后来她大受支持，连任三次，1984年无对手自动当选，1988年获得92％的选票击败另一位女性候选人，1992年再次无对手当选。1996年没有参加竞选。
虽然冰岛总统很大程度上是象征性职位，但维格迪丝在作为环保活动家和促进冰岛国家语言文化的大使依然起了很积极的作用。她强调小国的作用，并在1986年主持了美国总统里根和苏联领导人戈尔巴乔夫之间一个重要的峰会。她一直致力于促进女童教育。她也意识到她已经成为年轻女性的榜样。

## 退休
自1998年以来，维格迪丝·芬博阿多蒂尔一直担任联合国教科文组织的语言亲善大使。
她也是希拉克基金会的荣誉委员会成员，该基金会由法国前总统雅克·希拉克发起成立于2008年，目的是促进世界的和平。

## 荣誉学位
她先后从以下大学获得荣誉学位：
- 格勒诺布尔大学，法国 (1985)
- 波尔多大学，法国 (1987)
- 史密斯學院，美国 (1988)
- 路德学院，美国 (1989)
- 曼尼托巴大学，加拿大 (1989)
- 诺丁汉大学，英国 (1990)
- 坦佩雷大学，芬兰 (1990)
- 哥德堡大学，瑞典 (1990)
- 学习院大学，日本 (1991)
- 迈阿密大学，美国 (1993)
- 挪威科技大學，挪威 (1993)[13][14]
- 圣玛丽大学，加拿大 (1996)
- 利兹大学，英国 (1996)
- 纽芬兰纪念大学，加拿大 (1997)
- 貴湖大學，加拿大 (1998)
- 冰岛大学，冰岛 (2000)

维格迪丝是马德里俱乐部的成员，该俱乐部是一个独立的非营利性组织，由来自57个不同国家的81位前民选总统和总理组成。